# Vetulonia parajeffreysi
Vetulonia parajeffreysi là một loài ốc biển, là động vật thân mềm chân bụng sống ở biển in the super family Neomphaloidea.